# Шипирлавар
Шипирлава́р (рос. Шипырлавар, чув. Шăпăрлăвар) — присілок у складі Красноармійського району Чувашії, Росія. Входить до складу Пікшицького сільського поселення.
Населення — 27 осіб (2010; 41 у 2002).
Національний склад:
- чуваші — 100 %